# Rete tranviaria di Rostov sul Don
La rete tranviaria di Rostov sul Don è la rete tranviaria che serve la città russa di Rostov sul Don.